# Воздуховод
Воздуховод — система  труб из металла или пластика, размещённых в помещении с целью обеспечения воздухообмена путём подачи и вытяжки воздуха. Воздух может подаваться и вытягиваться как естественным, так и искусственным путём с помощью вентиляторов.
Воздуховоды бывают круглого и прямоугольного сечения.
Вентиляционный воздуховод — магистральная сеть в вентиляции, по которой подаётся воздух в помещение, а также удаляется через них. Вентиляционные воздуховоды выполняются из разных материалов. В основном это оцинкованная или чёрная сталь, но встречаются также воздуховоды из пластмассы или прочной фольги. Вентиляционные воздуховоды применяются для установки в вентиляционных системах и кондиционерах таких типов как: канальный, центральный и крышный кондиционер. Также воздух, проходящий в вентиляционных воздуховодах, можно очистить, подогреть, и так далее.
Гибкий воздуховод (Flexible Duct) представляют собой гофрированный рукав, изготовленный из алюминиевой фольги, полиэстеровой плёнки, комбинированных материалов, армированных стальной проволокой. Применяются в системах вентиляции, кондиционирования и воздушного отопления. Могут быть как изолированными, так и неизолированными. Воздуховоды как правило поставляются стандартных диаметров 4", 5", 8", 10", 12", 14", 16", 18", 20". Длина воздуховодов:
- неизолированных 10 м,
- изолированных 7,6 м.

В последнее время, ввиду небольшой стоимости, применяются в системах аспирации и системах транспортирования легких сыпучих продуктов.